# 38e brigade de fusiliers motorisés de la Garde
Pour les articles homonymes, voir 38e brigade.
La 38e brigade de fusiliers motorisés de la Garde (russe : 36-я отдельная гвардейская мотострелковая бригада, abrégé en 36 гв. омсбр), de son nom complet la 38e brigade de fusiliers motorisés de la Garde Vitebskaïa, des ordres du Drapeau rouge, de Lénine et de Souvorov (russe : 36-я отдельная гвардейская мотострелковая Лозовская Краснознамённая бригада), numéro d'unité militaire 21720, est une unité des forces terrestres russes. L'unité fait partie de la 35e armée combinée, basée à Belogorsk dans le district militaire est.
La brigade est reformée lors des réformes militaires russes de 2009, reprenant la tradition de la 21e division de fusiliers motorisés de la Garde du district militaire d'Extrême-Orient, formée à partir de la 31e division de fusiliers de la Garde de l'Armée rouge, une division d'infanterie datant de la Seconde Guerre mondiale qui deviendra ensuite une unité de fusiliers motorisés, une division de chars, avant de reprendre sa fonction de fusiliers motorisés. La division est dissoute en 2009 et ses traditions héritées par la 38e brigade de fusiliers motorisés de la Garde, formée d'au moins un de ses régiments.

## Guerre d'Ukraine

### Offensive sur Kiev
Dans le contexte de la crise russo-ukrainienne, des unités de la 38e brigade sont identifiées en Biélorussie (autour de Yelsk, Mazyr et Assipovitchy) en janvier 2022 ; leur déploiement renforce les forces des districts militaires Ouest et Sud, frontaliers de l'Ukraine. La 38e brigade et l'ensemble de la 35e armée combinée pénètre en Ukraine le 24 février 2022. Tandis que les VDV et la 36e armée combinée s’élance vers Kiev, la 38e brigade reste en arrière dans la zone d'exclusion de Tchernobyl et essaye de progresser vers l'oblast de Jytomyr. Alors qu'ils sont stationnés à Poliske, la 38e brigade est bombardée par la 44e brigade d'artillerie ukrainienne et subit de très lourdes pertes. Au moins quarante camions Ural-4320, deux chars T-80BV, deux blindés MT-LB, deux KamAZ, deux pièces d'artillerie 2S3 Akatsia et un véhicule de commandement APE-5 sont détruits. En mars, le major Sergueï Masterov, commandant adjoint de la brigade est tué au combat.

### Izioum
Début avril 2022, les forces russes sont retirées du Nord de l'Ukraine et de Biélorussie pour être redéployées plus à l'est. Au 12 avril, un BTG de la 38e brigade est identifié près de Velykyï Bourlouk (à l'est de Kharkiv) en réserve en arrière du front, l'état-major de la 35e armée est à Valouïki (en territoire russe, dans l'oblast de Belgorod), tandis que les autres unités, trop abimées pour rester opérationnelles, sont probablement envoyées se faire recompléter. Fin avril, la 38e brigade serait déployée à Tchkalovske (face à Tchouhouïv, à l'est de Kharkiv), la 64e à l'ouest d'Izioum, juste en arrière du front. Le 20 juin, elle perd au moins trois blindés lors d'une attaque sur Velyka Komyshuvaka face à la 25e brigade aéroportée.
En septembre, la 38e brigade est surprise par la contre-offensive éclair de Kharkiv où elle doit battre en retraite et abandonner le secteur d'Izioum.

### Front sud
En novembre 2022, la 38e brigade est alors envoyé en renfort sur le front de Kherson pour contenir l'offensive ukrainienne, puis à proximité de Polohy. Depuis juin 2023, au moment de la contre-offensive ukrainienne, elle tient le front de Polohy face à la 102e brigade de défense territoriale.